# رانچیو والکوویا
رانچیو والکوویا (به ایتالیایی: Rancio Valcuvia) یک کومونه در ایتالیا است که در استان وارزه واقع شده‌است. رانچیو والکوویا ۴٫۵ کیلومتر مربع مساحت و ۹۴۸ نفر جمعیت دارد.